# Guglielmo II di Pallars Sobirà
Guglielmo II di Pallars Sobirà (in spagnolo Guillermo, in catalano Guillem, in francese Guillaume; 995 circa – 1035 circa) fu Conte di Pallars Sobirà dal 1011 alla sua morte.

## Origine
Secondo il capitolo n° XXXVI del libro XLVI della España sagrada. 46, De las santas iglesias de Lérida, Roda y Barbastro, Guglielmo era il figlio secondogenito del Conte di Pallars e Conte consorte di Ribagorza, Suniario I e di Ermentrude di Rouergue, che secondo le Europäische Stammtafeln, volume III, parte 1, n° 119 (non consultate) era la figlia del conte di Rouergue, Raimondo II, e di Riccarda, figlia di Odoino.

Suniario I di Pallars, secondo il Fragmentum historicum, Ex cartulario Alaonis era figlio del Conte di Pallars, Lupo I e di Gotruda di Cerdanya, figlia del Conte di Cerdanya di Conflent e di Besalú Miró II, come conferma lo storico catalano, Pròsper de Bofarull i Mascaró.

## Biografia
Nel 995 erano morti entrambi i fratelli di suo padre, Raimondo II e Borrell I, e, suo padre, Suniario I, continuò a governare la contea, associando al governo il figlio maggiore di Borrell I, Ermengol, che fu in sottordine allo zio e patrigno, Suniario I.
Suo padre, Suniario I, dopo essere rimasto vedovo, verso il 1008, si sposò, in seconde nozze, con la Contessa di Ribagorza Toda (o Tota), come viene precisato dal capitolo n° XXXVI del libro XLVI della España sagrada. 46, De las santas iglesias de Lérida, Roda y Barbastro, e partecipò al governo e alla difesa della contea della moglie (matrigna di Raimondo).
Non si conosce la data esatta della morte di suo padre, Suniario I, che premorì alla seconda moglie, e morì tra il 1010 e il 1011; dato che Ermengol I, gli era premorto gli succedettero i due figli, Raimondo e Guglielmo, che si divisero la contea:
- a Raimondo III toccò la parte meridionale più ricca e popolata, con più possibilità di espansione, la contea di Pallars Jussà
- a Guglielmo II, la parte settentrionale, la contea di Pallars Sobirà[10][11].

Guglielmo II compare citato, assieme alla moglie Stefania in due documenti:

nel documento n° 3  di El Monestir de Santa Maria de Gerri (segles XI-XV) Collecció Diplomática, II (non consultato) (Guilelmus comes et uxor mea Stephania comitissa)

nelle Noticias y documentos históricos del condado de Ribagorza hasta la muerte de Sancho Garcés III (año 1035) (non consultato),(Guillermus...comis et Stephania comitissa).
Guglielmo II fu protettore dei monasteri di Santa Maria de Lavaix e di Gerri de la Sal.
Si presume che Guglielmo II morì nel 1035, poiché in quell'anno nel documento n° 6 di El Monestir de Santa Maria de Gerri (segles XI-XV) Collecció Diplomática, II (non consultato) compaiono solo la moglie, Stefania ed il figlio primogenito Bernardo, già citato col titolo di conte (Stephania…cometissa et filio suo Bernardo chomite); infatti Bernardo gli succedette come Bernardo II, Conte di Pallars Jussà, come da documento n° 212 della Histoire Générale de Languedoc 3rd Edn. Tome V, Preuves, Chartes et Diplômes.

## Matrimonio e discendenza
Guglielmo II, verso il 1012, come ci conferma il documento n° 3  di El Monestir de Santa Maria de Gerri (segles XI-XV) Collecció Diplomática, II (non consultato) (Guilelmus comes et uxor mea Stephania comitissa), datato 1013, aveva sposato Stefania di Urgell, figlia del conte di Urgell, Ermengol I e della moglie Teutberga o Geriberga († prima del 1017), che secondo l'Europäische Stammtafeln, vol II, 187 (non consultate), era la figlia del Conte di Provenza e marchese di Provenza, Rotboldo II e della moglie, Emilde o Eimilde. 

Guglielmo II da Stefania ebbe quattro figli:
- Bernardo († dopo il 1037), Conte di Pallars Jussà[15];
- Artaldo († 1082), Conte di Pallars Jussà, come da documento n° CCXLIV della Marca Hispanica, Appendix[20];
- Raimondo († dopo il 1091);
- Eldionidis.

### Fonti primarie
- (LA)  Histoire générale de Languedoc : avec des notes et les pièces justificatives, T. 5.
- (LA)  España sagrada. 46.
- (LA)  Recueil des Chartes de l'Abbaye de Cluny, tome III.
- (LA)  Marca Hispanica.

### Letteratura storiografica
- (ES)  Bofarull i Mascaró, Los condes de Barcelona vindicados, Tome I,.
- (EN) The Development of Southern French and Catalan Society, 718-1050, su libro.uca.edu.